# NGC 4043
NGC 4043 é uma galáxia lenticular (S0) localizada na direcção da constelação de Virgo. Possui uma declinação de +04° 19' 48" e uma ascensão recta de 12 horas, 02 minutos e 23,0 segundos.
A galáxia NGC 4043 foi descoberta em 9 de Abril de 1828 por John Herschel.